# John Julius Angerstein
John Julius Angerstein (São Petersburgo, 1735 — Londres, 22 de janeiro de 1823), foi um comerciante londrino, segurador do Lloyd e patrono das artes plásticas. A perspectiva iminente de que sua coleção de pinturas estava prestes a ser vendida por seu espólio, em 1824, estimulou a fundação da National Gallery, Londres.
Angerstein nasceu em São Petersburgo, Rússia, e se estabeleceu em Londres aproximadamente em 1749. Tem sido sugerido erroneamente que fosse filho ilegítimo de Catarina, a Grande ou de Elizabeth, Imperatriz da Rússia. A tradição familiar sustenta que seus verdadeiros pais foram Ana da Rússia e o comerciante londrino Andrew Poulett Thompson; seu primeiro emprego, depois de chegar a Londres com a idade de quinze anos, foi no escritório de contabilidade de Thompson.

## Família
Angerstein casou com Anna, viúva de Charles Crockett e filha de Henry Muilman (1700-1772), diretor da Companhia dos Mares do Sul, banqueiro, cônsul da Dinamarca em Londres e cônsul da Companhia de Moscóvia, e de Anne Darnall na igreja de St Peter le Poer, Old Broad Street em 1771. Eles tiveram dois filhos: Juliana, que casou com o general Sablenkoff do Serviço da Rússia e John Angerstein (1773-1858), que se tornou um político whig. Há uma placa comemorativa a este último, na igreja de São Nicolau em Bratton St Maur, perto de Wincanton em Somerset. Ela o descreve como sendo o proprietário da Holbrook House nas proximidades e diz que frequentava a igreja de São Nicolau. Mas também registra o fato de ter morrido em Norfolk, em vez de Somerset.
Anna morreu em 1783 e em 1785 John Julius Angerstein casou com Eliza, filha do reverendo Joseph Payne e viúva de Thomas Lucas, diretor da Companhia dos Mares do Sul, presidente do Guy's Hospital e comerciante no Caribe. O Museu do Louvre possui um retrato de Angerstein e sua segunda esposa feito por Sir Thomas Lawrence, que foi exibido na Academia Real Inglesa em 1792.

## Vida e coleção de arte

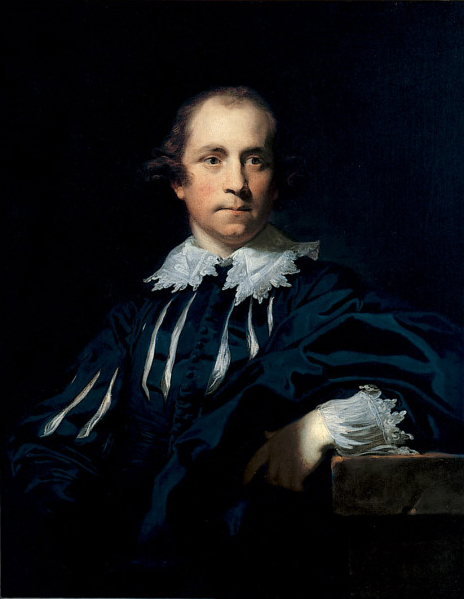
John Julius Angerstein, 1765, por Joshua Reynolds, usando um "traje van Dyck" imitando as pinturas do século XVII de Antoon van Dyck.

Em sua atividade de comerciante Angerstein foi dito possuir uma quota de participação em fazendas de Granada, no Caribe, que utilizavam a mão-de-obra escrava, usando os lucros do comércio de escravos para formar a sua coleção de arte (e também se beneficiando dos seguros do Lloyd com relação ao tráfico de escravos). Angerstein foi presidente do Lloyd de 1790 a 1796 e contou com Jorge III, o primeiro-ministro britânico William Pitt, o Novo e o artista Sir Thomas Lawrence entre seus amigos. Apesar de ser dono de escravos, participou da Comissão para a Ajuda ao Negro Pobre, uma organização com fortes ligações abolicionistas.
Após uma série de ataques à faca feito contra mulheres, pelo então chamado "Monstro de Londres", Angerstein prometeu uma recompensa de 100 libras para a captura do criminoso.
Uma das suas primeiras aquisições de obra de arte foi O Rapto das Sabinas de Rubens; aquisições posteriores incluíram obras de Rembrandt, Velázquez , Ticiano, Rafael, Correggio e Hogarth, além dos primeiros desenhos de William Turner. Angerstein esteve presente na desintegração da Coleção Orleans ocorrida em Londres, e comprou A Ressurreição de Lázaro de Sebastiano del Piombo e várias outras obras. Sua coleção de pinturas, composta por aproximadamente quarenta dos exemplares mais requintados de arte, foi comprada pelo governo britânico após sua morte, e formaram o núcleo do acervo da National Gallery. Até a National Gallery ser construída na Trafalgar Square, as trinta e oito obras da coleção Angerstein foram exibidas na casa da família Angerstein em Pall Mall.
Angerstein viveu durante alguns anos em Greenwich no sudeste de Londres, em uma propriedade de 220.000 m² alugada de Sir Gregory Page em 1774 e nos dois anos seguintes construiu uma casa, Woodlands House (projetada pelo arquiteto local George Gibson). Esta área é agora conhecida como Westcombe Park, parte de uma vasta área na periferia nordeste de Blackheath, que ele procurou cercar em 1801. A casa ficou desabitada em 1870, quando o neto de John, William Angerstein renunciou ao arrendamento.
Em 1806, Angerstein serviu como vice-presidente da recém-formada London Institution, e no ano anterior tornou-se governador fundador da British Institution for Promoting the Fine Arts in the United Kingdom. Como um paroquiano ativo, frequentou a igreja de Santo Alfege, em Greenwich, onde também foi diretor de igreja.